# The Simpsons Movie: The Music
The Simpsons Movie: The Music è la colonna sonora del film del 2007 I Simpson - Il film. È stato pubblicato il 24 luglio 2007 dalla Adrenaline Music. Un'edizione limitata, in cui il Cd è contenuto all'interno di un contenitore a forma di ciambella, è stata resa disponibile il 31 luglio 2007. La colonna sonora è stata composta da Hans Zimmer, che stava lavorando contemporaneamente alla colonna sonora di Pirati dei Caraibi - Ai confini del mondo. Zimmer dichiarò a The Hollywood Reporter che gli piaceva "usare tutta il suo succo creativo in una volta sola" Oltre a comparire nel film, i Green Day hanno registrato una propria versione di The Simpsons Theme, pubblicata successivamente come singolo, ma non inclusa nell'album.
Spider Pig pubblicata come singolo ha raggiunto la ventitreesima posizione della classifica dei singoli britannica, scalando ottantatré posizioni in una settimana. Spider Pig ha anche raggiunto la terza posizione in Irlanda, dopo aver debuttato alla tredicesima.

## Tracce
1. The Simpsons Theme (Orchestral Version) – 1:27
2. Trapped Like Carrots – 2:15
3. Doomsday is Family Time – 2:27
4. Release the Hounds – 2:19
5. Clap for Alaska – 1:55
6. What's an Epiphany? – 2:07
7. Thank You Boob Lady – 2:45
8. You Doomed Us All... Again – 5:52
9. ...Lead, Not to Read – 2:05
10. Why Does Everything I Whip Leave Me? – 3:05
11. Bart's Doodle – 1:01
12. World's Fattest Fertilizer Salesman – 5:05
13. His Big Fat Butt Could Shield Us All – 1:46
14. Spider Pig – 1:04
15. Recklessly Impulsive – 5:27
16. Homer, Bart, and a Bike – 2:24 (Esclusiva per iTunes)